# Du style

Du style (en grec ancien Περὶ ἑρμηνείας) est un manuel de stylistique de Démétrios d'Alexandrie.